# Anna Nowotny-Mieczyńska
Anna Nowotny-Mieczyńska (ur. 29 stycznia 1899 w Nowym Targu, zm. 19 maja 1982) – profesor zwyczajny, biochemik i fizjolog roślin, wieloletni pracownik i kierownik Pracowni Fizjologii Żywienia Roślin Instytutu Uprawy Nawożenia i Gleboznawstwa w Puławach, kierownik Katedry Fizjologii Roślin w Wyższej Szkole Rolniczej w Lublinie w latach 1956–1964.

## Życiorys
Anna Nowotny urodziła się w rodzinie Kazimierza Nowotny - adwokata oraz Matyldy Nowotny z domu Mrowec.
W latach 1919–1925 studiowała chemię na Uniwersytecie Jagiellońskim. Po ukończeniu studiów pracowała jako asystentka na Katedrze Chemii Lekarskiej u Prof. Leona Marchlewskiego. W latach 1935–1936 odbywała staż w Rothamsted w Wielkiej Brytanii. W 1966 uzyskała tytuł profesora zwyczajnego.
Przez ponad pół wieku była związana z Puławami, od 1927 pracowała na Wydziale Rolnym Państwowego Instytutu Naukowy Gospodarstwa Wiejskiego w Puławach, później przemianowanym na Instytut Uprawy Nawożenia i Gleboznawstwa (IUNiG).
Kierownik Pracowni Fizjologii Żywienia Roślin IUiNG, od 1956 r. pracowała również jako kierownik Katedry Fizjologii Roślin w Wyższej Szkole Rolniczej w Lublinie.
Zmarła 19 maja 1982.

## Publikacje
Opublikowała ponad 60 rozpraw, monografii i artykułów przeglądowych, m.in.:
- Badania nad keratozą z wełny owczej – praca doktorska, UJ Kraków 1926
- Studia nad brodawkami korzeniowymi roślin motylkowych – rozprawa habilitacyjna, UJ Kraków 1950
- A. Nowotny-Mieczyńska i J. Gołębiowska: Problemy symbiotycznego wiązania wolnego azotu. Wyd. PWRiL, Warszawa 1952
- A. Nowotny-Mieczyńska i J. Gołębiowska: Krążenie azotu w przyrodzie. Wyd. PWRiL, Warszawa 1960
- A. Nowotny-Mieczyńska Z. Koter, M. Ruszkowska i M. Warchołowa „Fizjologia mineralnego żywienia roślin”. Wyd. PWRiL, Warszawa 1965 (Wyd. II popr. i uzupełnione w 1976 r.)

## Odznaczenia
- 1957 – za zasługi na polu nauki odznaczona Złotym Krzyżem Zasługi,
- 1969 – odznaczona Krzyżem Kawalerskim Orderu Odrodzenia Polski.